# Mein Schöner Garten
'Mein Schöner Garten' (en allemand : mon beau jardin) est un cultivar de rosier obtenu en Allemagne de l'Ouest en 1986 par la maison Kordes et mis au commerce en 1997.

## Description
Ce rosier au feuillage brillant et vert foncé s'élève à 120 cm. Ses fleurs de 8 à 9 cm sont d'un rose saumon tendre avec un cœur plus soutenu. Elles sont en forme de demi-coupes et fleurissent en bouquets, les pétales légèrement chiffonnés en plein épanouissement. Leur parfum est fruité. La floraison se déroule tout au long de la saison.
'Mein Schöner Garten' résiste à la pluie et aux maladies. Sa zone de rusticité est de 6b à 9b ; il est donc adapté au climat descendant à - 20° l'hiver. Il faut le tailler avant la fin du printemps.
Il est parfait pour former des petites haies ou pour décorer le devant des plates-bandes.

## Distinctions
- Belfast Certificate of Merit. Belfast Rose Trials, 2001
- Lyon Grande Rose du Siècle. Lyon 1997[4]